# Monteithius varius
Monteithius varius är en stekelart som beskrevs av Boucek 1988. Monteithius varius ingår i släktet Monteithius och familjen finglanssteklar.
Artens utbredningsområde är Papua Nya Guinea. Inga underarter finns listade i Catalogue of Life.